# Selección de fútbol de China Taipéi
La selección de fútbol de China Taipéi (en chino tradicional, 中華台北男子足球代表隊; en chino simplificado, 中华台北男子足球代表隊; pinyin, Zhōnghuá táiběi nánzǐ zúqiú dàibiǎo duì), conocida coloquialmente como selección de fútbol de Taiwán o selección de fútbol de la República de China, es el equipo representativo de la República de China, popularmente conocida como Taiwán, en las competiciones deportivas oficiales. Su organización está a cargo de la Asociación de Fútbol de China Taipéi, perteneciente a la AFC, aunque anteriormente lo fue de la OFC. Se unió a la FIFA en 1954 primero bajo el nombre de Taiwán (entonces República de China) y después como China Taipéi. 
Compite bajo la denominación de China Taipéi en casi todos los deportes y Juegos Olímpicos, forzado por las exigencias de la República Popular China hacia los organismos internacionales para evitar cualquier tipo de trato que pudiese sugerir la independencia de la República de China. Además, debe conformarse con participar con una bandera inventada por dichos organismos para tal efecto. Por su parte, el gobierno ayuda a los deportistas que triunfaron en el exterior.
Su mejor resultado internacional fue el tercer puesto obtenido en la Copa Asiática 1960. Sin embargo, entonces la mayoría de los jugadores procedían de Hong Kong debido a la mayor reputación que daba competir para la República de China comparado con Hong Kong.[cita requerida]

## Estadísticas

### Copa Mundial de Fútbol
| Copa Mundial de Fútbol  | Copa Mundial de Fútbol  | Copa Mundial de Fútbol  | Copa Mundial de Fútbol  | Copa Mundial de Fútbol  | Copa Mundial de Fútbol  | Copa Mundial de Fútbol  | Copa Mundial de Fútbol  |
| Año                     | Ronda                   | J                       | G                       | E                       | P                       | GF                      | GC                      |
| ----------------------- | ----------------------- | ----------------------- | ----------------------- | ----------------------- | ----------------------- | ----------------------- | ----------------------- |
| 1930 - 1950             | No existía la selección | No existía la selección | No existía la selección | No existía la selección | No existía la selección | No existía la selección | No existía la selección |
| Como República de China |                         |                         |                         |                         |                         |                         |                         |
| 1954                    | Se retiró               | Se retiró               | Se retiró               | Se retiró               | Se retiró               | Se retiró               | Se retiró               |
| 1958                    | Se retiró               | Se retiró               | Se retiró               | Se retiró               | Se retiró               | Se retiró               | Se retiró               |
| 1962                    | No participó            | No participó            | No participó            | No participó            | No participó            | No participó            | No participó            |
| 1966                    | No participó            | No participó            | No participó            | No participó            | No participó            | No participó            | No participó            |
| 1970                    | No participó            | No participó            | No participó            | No participó            | No participó            | No participó            | No participó            |
| 1974                    | No participó            | No participó            | No participó            | No participó            | No participó            | No participó            | No participó            |
| 1978                    | No clasificó            | No clasificó            | No clasificó            | No clasificó            | No clasificó            | No clasificó            | No clasificó            |
| Como China Taipei       |                         |                         |                         |                         |                         |                         |                         |
| 1982                    | No clasificó            | No clasificó            | No clasificó            | No clasificó            | No clasificó            | No clasificó            | No clasificó            |
| 1986                    | No clasificó            | No clasificó            | No clasificó            | No clasificó            | No clasificó            | No clasificó            | No clasificó            |
| 1990                    | No clasificó            | No clasificó            | No clasificó            | No clasificó            | No clasificó            | No clasificó            | No clasificó            |
| 1994                    | No clasificó            | No clasificó            | No clasificó            | No clasificó            | No clasificó            | No clasificó            | No clasificó            |
| 1998                    | No clasificó            | No clasificó            | No clasificó            | No clasificó            | No clasificó            | No clasificó            | No clasificó            |
| 2002                    | No clasificó            | No clasificó            | No clasificó            | No clasificó            | No clasificó            | No clasificó            | No clasificó            |
| 2006                    | No clasificó            | No clasificó            | No clasificó            | No clasificó            | No clasificó            | No clasificó            | No clasificó            |
| 2010                    | No clasificó            | No clasificó            | No clasificó            | No clasificó            | No clasificó            | No clasificó            | No clasificó            |
| 2014                    | No clasificó            | No clasificó            | No clasificó            | No clasificó            | No clasificó            | No clasificó            | No clasificó            |
| 2018                    | No clasificó            | No clasificó            | No clasificó            | No clasificó            | No clasificó            | No clasificó            | No clasificó            |
| 2022                    | No clasificó            | No clasificó            | No clasificó            | No clasificó            | No clasificó            | No clasificó            | No clasificó            |
| 2026                    | No clasificó            | No clasificó            | No clasificó            | No clasificó            | No clasificó            | No clasificó            | No clasificó            |
| 2030                    | Por disputarse          | Por disputarse          | Por disputarse          | Por disputarse          | Por disputarse          | Por disputarse          | Por disputarse          |
| 2034                    | Por disputarse          | Por disputarse          | Por disputarse          | Por disputarse          | Por disputarse          | Por disputarse          | Por disputarse          |
| Total                   | 0/23                    | -                       | -                       | -                       | -                       | -                       | -                       |

### Copa Asiática
| Copa Asiática           | Copa Asiática           | Copa Asiática           | Copa Asiática           | Copa Asiática           | Copa Asiática           | Copa Asiática           | Copa Asiática           |
| Año                     | Ronda                   | J                       | G                       | E                       | P                       | GF                      | GC                      |
| Como República de China | Como República de China | Como República de China | Como República de China | Como República de China | Como República de China | Como República de China | Como República de China |
| ----------------------- | ----------------------- | ----------------------- | ----------------------- | ----------------------- | ----------------------- | ----------------------- | ----------------------- |
| 1956                    | No clasificó            | No clasificó            | No clasificó            | No clasificó            | No clasificó            | No clasificó            | No clasificó            |
| 1960                    | Tercer lugar            | 3                       | 1                       | 0                       | 2                       | 2                       | 2                       |
| 1964                    | Se retiró               | Se retiró               | Se retiró               | Se retiró               | Se retiró               | Se retiró               | Se retiró               |
| 1968                    | Cuarto lugar            | 4                       | 0                       | 2                       | 2                       | 3                       | 10                      |
| 1972                    | Se retiró               | Se retiró               | Se retiró               | Se retiró               | Se retiró               | Se retiró               | Se retiró               |
| 1976                    | Descalificado           | Descalificado           | Descalificado           | Descalificado           | Descalificado           | Descalificado           | Descalificado           |
| Como China Taipei       |                         |                         |                         |                         |                         |                         |                         |
| 1980                    | Miembro de la OFC       | Miembro de la OFC       | Miembro de la OFC       | Miembro de la OFC       | Miembro de la OFC       | Miembro de la OFC       | Miembro de la OFC       |
| 1984                    | Miembro de la OFC       | Miembro de la OFC       | Miembro de la OFC       | Miembro de la OFC       | Miembro de la OFC       | Miembro de la OFC       | Miembro de la OFC       |
| 1988                    | Miembro de la OFC       | Miembro de la OFC       | Miembro de la OFC       | Miembro de la OFC       | Miembro de la OFC       | Miembro de la OFC       | Miembro de la OFC       |
| 1992                    | No clasificó            | No clasificó            | No clasificó            | No clasificó            | No clasificó            | No clasificó            | No clasificó            |
| 1996                    | No clasificó            | No clasificó            | No clasificó            | No clasificó            | No clasificó            | No clasificó            | No clasificó            |
| 2000                    | No clasificó            | No clasificó            | No clasificó            | No clasificó            | No clasificó            | No clasificó            | No clasificó            |
| 2004                    | No clasificó            | No clasificó            | No clasificó            | No clasificó            | No clasificó            | No clasificó            | No clasificó            |
| 2007                    | No clasificó            | No clasificó            | No clasificó            | No clasificó            | No clasificó            | No clasificó            | No clasificó            |
| 2011                    | No clasificó            | No clasificó            | No clasificó            | No clasificó            | No clasificó            | No clasificó            | No clasificó            |
| 2015                    | No clasificó            | No clasificó            | No clasificó            | No clasificó            | No clasificó            | No clasificó            | No clasificó            |
| 2019                    | No clasificó            | No clasificó            | No clasificó            | No clasificó            | No clasificó            | No clasificó            | No clasificó            |
| 2023                    | No clasificó            | No clasificó            | No clasificó            | No clasificó            | No clasificó            | No clasificó            | No clasificó            |
| Total                   | 2/18                    | 7                       | 1                       | 2                       | 4                       | 5                       | 12                      |

## Torneos regionales

### Campeonato de Fútbol de Asia Oriental(EAFF)
| Campeonato de Fútbol de Asia Oriental | Campeonato de Fútbol de Asia Oriental | Campeonato de Fútbol de Asia Oriental | Campeonato de Fútbol de Asia Oriental | Campeonato de Fútbol de Asia Oriental | Campeonato de Fútbol de Asia Oriental | Campeonato de Fútbol de Asia Oriental | Campeonato de Fútbol de Asia Oriental |
| Año                                   | Ronda                                 | J                                     | G                                     | E                                     | P                                     | GF                                    | GC                                    |
| ------------------------------------- | ------------------------------------- | ------------------------------------- | ------------------------------------- | ------------------------------------- | ------------------------------------- | ------------------------------------- | ------------------------------------- |
| 2003                                  | No clasificó                          | No clasificó                          | No clasificó                          | No clasificó                          | No clasificó                          | No clasificó                          | No clasificó                          |
| 2005                                  | No clasificó                          | No clasificó                          | No clasificó                          | No clasificó                          | No clasificó                          | No clasificó                          | No clasificó                          |
| 2008                                  | No clasificó                          | No clasificó                          | No clasificó                          | No clasificó                          | No clasificó                          | No clasificó                          | No clasificó                          |
| 2010                                  | No clasificó                          | No clasificó                          | No clasificó                          | No clasificó                          | No clasificó                          | No clasificó                          | No clasificó                          |
| 2013                                  | No clasificó                          | No clasificó                          | No clasificó                          | No clasificó                          | No clasificó                          | No clasificó                          | No clasificó                          |
| 2015                                  | No clasificó                          | No clasificó                          | No clasificó                          | No clasificó                          | No clasificó                          | No clasificó                          | No clasificó                          |
| 2017                                  | No clasificó                          | No clasificó                          | No clasificó                          | No clasificó                          | No clasificó                          | No clasificó                          | No clasificó                          |
| 2019                                  | No clasificó                          | No clasificó                          | No clasificó                          | No clasificó                          | No clasificó                          | No clasificó                          | No clasificó                          |
| 2022                                  | No participó                          | No participó                          | No participó                          | No participó                          | No participó                          | No participó                          | No participó                          |
| Total                                 | 0/9                                   | -                                     | -                                     | -                                     | -                                     | -                                     | -                                     |

### Copa Desafío de la AFC
| Copa Desafío de la AFC | Copa Desafío de la AFC | Copa Desafío de la AFC | Copa Desafío de la AFC | Copa Desafío de la AFC | Copa Desafío de la AFC | Copa Desafío de la AFC | Copa Desafío de la AFC |
| Año                    | Ronda                  | J                      | G                      | E                      | P                      | GF                     | GC                     |
| ---------------------- | ---------------------- | ---------------------- | ---------------------- | ---------------------- | ---------------------- | ---------------------- | ---------------------- |
| 2006                   | Cuartos de final       | 4                      | 1                      | 2                      | 1                      | 3                      | 5                      |
| 2008                   | No clasificó           | No clasificó           | No clasificó           | No clasificó           | No clasificó           | No clasificó           | No clasificó           |
| 2010                   | No clasificó           | No clasificó           | No clasificó           | No clasificó           | No clasificó           | No clasificó           | No clasificó           |
| 2012                   | No clasificó           | No clasificó           | No clasificó           | No clasificó           | No clasificó           | No clasificó           | No clasificó           |
| 2014                   | No clasificó           | No clasificó           | No clasificó           | No clasificó           | No clasificó           | No clasificó           | No clasificó           |
| Total                  | 1/5                    | 4                      | 1                      | 2                      | 1                      | 3                      | 5                      |

## Resultados
Actualizado al último partido jugado el 14 de diciembre de 2024
| Fecha      | Ciudad       | Local          | Resultado | Visitante      | Competición                     |
| ---------- | ------------ | -------------- | --------- | -------------- | ------------------------------- |
| 12-10-2023 | Kaohsiung    | China Taipéi   | 4:0       | Timor Oriental | Clasificación Copa Mundial 2026 |
| 17-10-2023 | Kaohsiung    | Timor Oriental | 0:3       | China Taipéi   | Clasificación Copa Mundial 2026 |
| 16-11-2023 | Mascate      | Omán           | 3:0       | China Taipéi   | Clasificación Copa Mundial 2026 |
| 21-11-2023 | Taipei       | China Taipéi   | 0:1       | Malasia        | Clasificación Copa Mundial 2026 |
| 21-03-2024 | Kaohsiung    | China Taipéi   | 0:2       | Kirguistán     | Clasificación Copa Mundial 2026 |
| 26-03-2024 | Biskek       | Kirguistán     | 5:1       | China Taipéi   | Clasificación Copa Mundial 2026 |
| 06-06-2024 | Taipéi       | China Taipéi   | 0:3       | Omán           | Clasificación Copa Mundial 2026 |
| 11-06-2024 | Kuala Lumpur | Malasia        | 3:1       | China Taipéi   | Clasificación Copa Mundial 2026 |
| 11-10-2024 | Nom Pen      | Camboya        | 3:2       | China Taipéi   | Partido amistoso                |
| 18-11-2024 | Kallang      | Singapur       | 2:3       | China Taipéi   | Partido amistoso                |
| 11-12-2024 | Siu Sai Wan  | China Taipéi   | 4:0       | Mongolia       | Clasificación Copa EAFF 2025    |
| 14-12-2024 | So Kon Po    | Hong Kong      | 2:1       | China Taipéi   | Clasificación Copa EAFF 2025    |

## Palmarés
- Juegos Asiáticos (2): 1954, 1958
- Torneo Merdeka (2): 1963, 1965

## Récord ante otras selecciones
Actualizado al 14 de diciembre de 2024.
| Rival                    | PJ  | PG | PE | PP  | GF  | GC  | DIF  |
| ------------------------ | --- | -- | -- | --- | --- | --- | ---- |
| Afganistán               | 1   | 0  | 1  | 0   | 2   | 2   | 0    |
| Arabia Saudita           | 2   | 0  | 0  | 2   | 0   | 8   | –8   |
| Australia                | 15  | 0  | 1  | 14  | 8   | 60  | –52  |
| Baréin                   | 4   | 1  | 1  | 2   | 3   | 8   | –5   |
| Bangladés                | 2   | 1  | 0  | 1   | 4   | 3   | +1   |
| Birmania                 | 8   | 2  | 5  | 1   | 11  | 10  | +1   |
| Brunéi                   | 3   | 2  | 0  | 1   | 7   | 1   | +6   |
| Camboya                  | 5   | 1  | 1  | 3   | 8   | 9   | –1   |
| Corea del Norte          | 9   | 0  | 1  | 8   | 2   | 23  | –21  |
| Corea del Sur            | 21  | 5  | 1  | 15  | 19  | 50  | –31  |
| Fiyi                     | 2   | 0  | 1  | 1   | 1   | 2   | –1   |
| Filipinas                | 17  | 9  | 4  | 4   | 47  | 23  | +24  |
| Granada                  | 1   | 0  | 0  | 1   | 2   | 5   | –3   |
| Guam                     | 13  | 10 | 1  | 2   | 33  | 13  | +20  |
| Hong Kong                | 19  | 4  | 4  | 11  | 26  | 46  | –20  |
| India                    | 8   | 1  | 2  | 5   | 4   | 17  | –13  |
| Indonesia                | 14  | 4  | 0  | 10  | 14  | 31  | –17  |
| Irak                     | 4   | 0  | 0  | 4   | 3   | 17  | –14  |
| Irán                     | 5   | 0  | 0  | 5   | 0   | 22  | –22  |
| Israel                   | 7   | 1  | 0  | 6   | 4   | 30  | –26  |
| Islas Salomón            | 1   | 0  | 0  | 1   | 0   | 1   | –1   |
| Islas Marianas del Norte | 1   | 1  | 0  | 0   | 8   | 1   | +7   |
| Jordania                 | 4   | 0  | 0  | 4   | 1   | 15  | –14  |
| Japón                    | 7   | 1  | 2  | 4   | 8   | 17  | –9   |
| Kenia                    | 1   | 0  | 0  | 1   | 0   | 4   | –4   |
| Kirguistán               | 2   | 0  | 0  | 2   | 1   | 7   | –6   |
| Kuwait                   | 3   | 0  | 0  | 3   | 1   | 21  | –20  |
| Laos                     | 4   | 3  | 1  | 0   | 10  | 4   | +6   |
| Líbano                   | 1   | 0  | 0  | 1   | 2   | 5   | –3   |
| Macao                    | 11  | 9  | 1  | 1   | 36  | 12  | +24  |
| Malasia                  | 13  | 3  | 2  | 8   | 13  | 26  | –13  |
| Mongolia                 | 6   | 5  | 1  | 0   | 16  | 3   | +13  |
| Nepal                    | 3   | 0  | 1  | 2   | 1   | 5   | –4   |
| Nueva Zelanda            | 13  | 0  | 2  | 11  | 3   | 39  | –36  |
| Omán                     | 4   | 0  | 0  | 4   | 2   | 15  | –13  |
| Pakistán                 | 4   | 0  | 1  | 3   | 5   | 8   | –3   |
| Palestina                | 3   | 0  | 0  | 3   | 3   | 16  | –13  |
| Panamá                   | 2   | 0  | 2  | 0   | 2   | 2   | 0    |
| Papúa Nueva Guinea       | 2   | 0  | 2  | 0   | 3   | 3   | 0    |
| Samoa                    | 1   | 1  | 0  | 0   | 5   | 0   | +5   |
| San Cristóbal y Nieves   | 1   | 0  | 0  | 1   | 0   | 3   | –3   |
| Santo Tomé y Príncipe    | 1   | 0  | 1  | 0   | 2   | 2   | 0    |
| Singapur                 | 12  | 6  | 3  | 3   | 25  | 21  | +4   |
| Sri Lanka                | 4   | 0  | 1  | 3   | 4   | 9   | –5   |
| Siria                    | 4   | 0  | 0  | 4   | 1   | 17  | –16  |
| Tailandia                | 11  | 5  | 2  | 4   | 19  | 18  | +1   |
| Timor Oriental           | 6   | 6  | 0  | 0   | 17  | 3   | +14  |
| Trinidad y Tobago        | 1   | 1  | 0  | 0   | 1   | 0   | +1   |
| Túnez                    | 1   | 0  | 0  | 1   | 1   | 8   | –7   |
| Turkmenistán             | 5   | 0  | 0  | 5   | 2   | 13  | –11  |
| Uzbekistán               | 7   | 0  | 0  | 7   | 1   | 30  | –29  |
| Vietnam                  | 16  | 4  | 5  | 7   | 20  | 32  | –12  |
| Total                    | 315 | 86 | 50 | 179 | 411 | 740 | –329 |

## Entrenadores
| Años      | Entrenador              |
| --------- | ----------------------- |
| 1954–1958 | Lee Wai Tong            |
| 1977–1981 | Law Pak                 |
| 1981–1985 | Chiang Chia             |
| 1985–1988 | Lo Chih-tsung           |
| 1988–1993 | Huang Jen-cheng         |
| 1994–2000 | Chiang Mu-tsai          |
| 1997–1998 | Ramón Rodríguez Herrera |
| 2000–2001 | Huang Jen-cheng         |
| 2001–2005 | Lee Po-houng            |
| 2005      | Dido                    |
| 2005–2007 | Toshiaki Imai           |
| 2008–2009 | Chen Sing-an            |
| 2009–2011 | Lo Chih-tsung           |
| 2011–2012 | Lee Tae-Ho              |
| 2012–2013 | Chen Kuei-Jen           |
| 2013–2016 | Chen Kuel-Jen           |
| 2016      | Toshiaki Imai           |
| 2016-2017 | Kauzo Kuroda            |
| 2017      | Reji Hirata             |
| 2017-2018 | Gary White              |
| 2018-2019 | Vom Ca-nhum             |
| 2019      | Louis Lancaster         |
| 2020-2021 | Vom Ca-Nhum             |
| 2021      | Yeh Hsien-chung         |
| 2022      | Yak Shin-feng           |
| 2022-2023 | Yeh Hsien-chung         |
| 2023-2025 | Gary White              |
| 2025      | Chen Sing-an            |
| 2025-     | Che-Ming Huang          |

## Jugadores

### Última convocatoria
| No. | Pos. | Jugador          | Fecha de nacimiento (edad)         | Apa. | Goles | Club                         |
| --- | ---- | ---------------- | ---------------------------------- | ---- | ----- | ---------------------------- |
| 1   | POR  | Huang Chiu-lin   | 18 de junio de 1997 (28 años)      | 5    | 0     | Taipower                     |
| 12  | POR  | Derrek Chan      | 18 de agosto de 1998 (26 años)     | 0    | 0     | Jugador libre                |
| 22  | POR  | Tuan Hsuan       | 22 de julio de 1997 (28 años)      | 1    | 0     | AC Taipei                    |
|     |      |                  |                                    |      |       |                              |
| 2   | DEF  | Christopher Tiao | 30 de mayo de 2001 (24 años)       | 5    | 1     | New York City FC II          |
| 4   | DEF  | Fong Shao-chi    | 15 de febrero de 2000 (25 años)    | 12   | 0     | Taiwan Steel                 |
| 6   | DEF  | Huang Tzu-ming   | 18 de noviembre de 2000 (24 años)  | 9    | 0     | Taipower                     |
| 13  | DEF  | Jason Hsu        | 31 de diciembre de 2002 (22 años)  | 0    | 0     | UC Davis Aggies              |
| 18  | DEF  | Huang Yung-chun  | 8 de marzo de 2004 (21 años)       | 3    | 0     | Hang Yuen                    |
| 19  | DEF  | Huang Chun-lin   | 6 de enero de 2005 (20 años)       | 0    | 0     | Hang Yuen                    |
| 21  | DEF  | Martín Baudelet  | 3 de enero de 2003 (22 años)       | 5    | 0     | McGill Redbirds              |
| 23  | DEF  | William López    | 10 de septiembre de 1993 (31 años) | 5    | 0     | Hang Yuen                    |
|     | DEF  | Kao Jing-hang    | 26 de noviembre de 2005 (19 años)  | 0    | 0     | Takigawa Daini High School   |
|     | DEF  | Sean Lee         | 8 de junio de 2007 (18 años)       | 0    | 0     | San Jose Earthquakes Academy |
|     |      |                  |                                    |      |       |                              |
| 5   | MED  | Kao Kuan-yu      | 8 de octubre de 2004 (20 años)     | 1    | 0     | Taichung Rock                |
| 8   | MED  | Wu Yen-shu       | 21 de octubre de 1999 (25 años)    | 15   | 3     | Dalian K'un City             |
| 11  | MED  | Wu Chun-ching    | 18 de diciembre de 1988 (36 años)  | 71   | 9     | Taiwan Steel                 |
| 16  | MED  | Chang Ssu-yul    | 14 de enero de 2005 (20 años)      | 0    | 0     | Hang Yuen                    |
| 17  | MED  | Chen Po-liang    | 11 de agosto de 1988 (37 años)     | 93   | 25    | Qingdao West Coast           |
| 20  | MED  | Kang Tae-won     | 3 de marzo de 2000 (25 años)       | 4    | 0     | Jugador libre                |
|     |      |                  |                                    |      |       |                              |
| 3   | DEL  | Benchy Estama    | 14 de junio de 1994 (31 años)      | 3    | 1     | Hang Yuen                    |
| 7   | DEL  | Chen Hao-wei     | 30 de abril de 1992 (33 años)      | 55   | 8     | Qingdao Red Lions            |
| 9   | DEL  | Yu Yao-hsing     | 12 de febrero de 2002 (23 años)    | 15   | 6     | Foshan Nanshi                |
| 10  | DEL  | Ange Kouamé      | 22 de diciembre de 1996 (28 años)  | 15   | 6     | Liaoning Tieren              |
| 14  | DEL  | Chen Chao-an     | 22 de junio de 1995 (30 años)      | 42   | 2     | Taipower                     |
| 15  | DEL  | Huang Wei-chieh  | 25 de diciembre de 2004 (20 años)  | 7    | 0     | Unión Sur Yaiza              |

## Galería

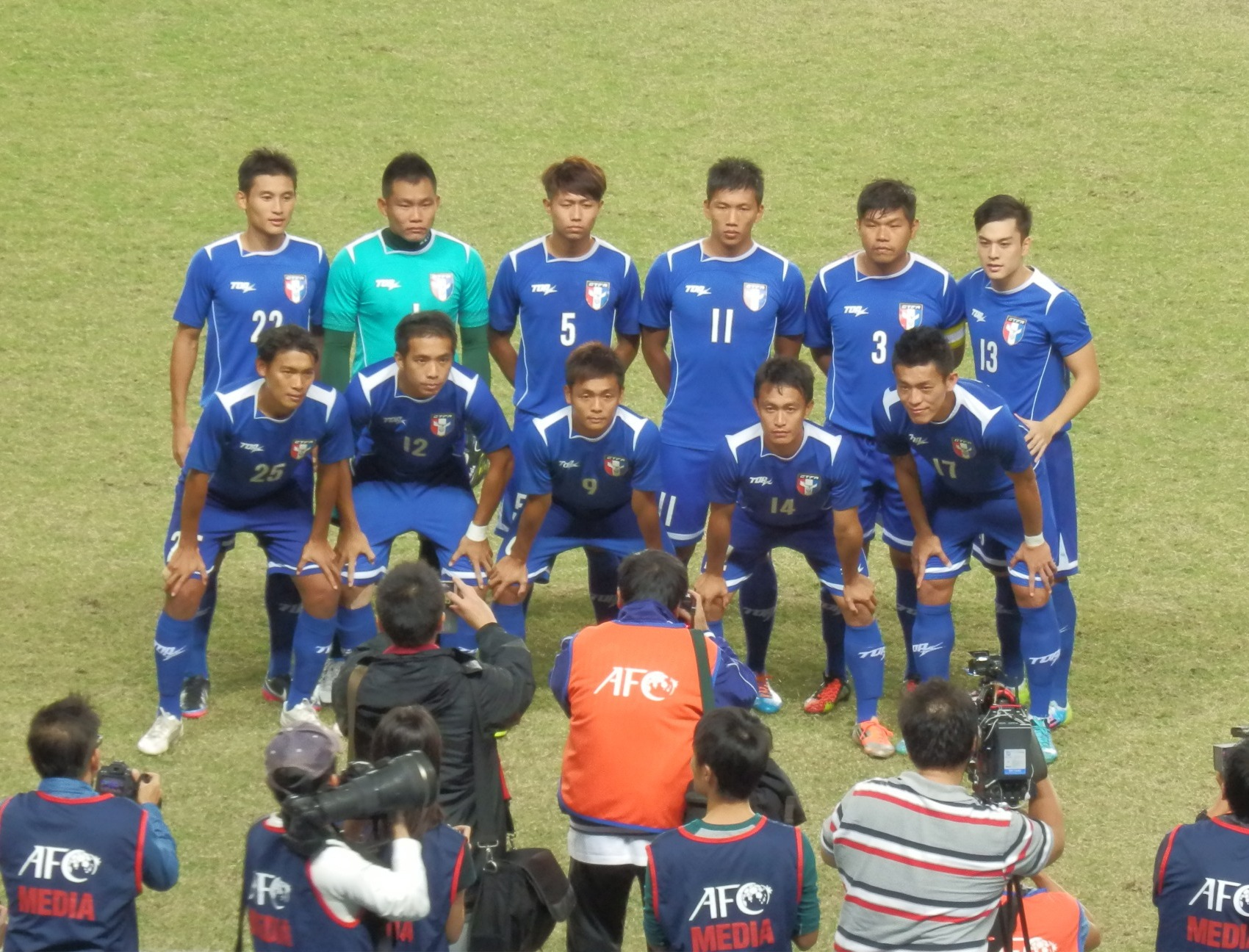
China-Taipéi ante Camboya en un amistoso el 8 de octubre de 2014.
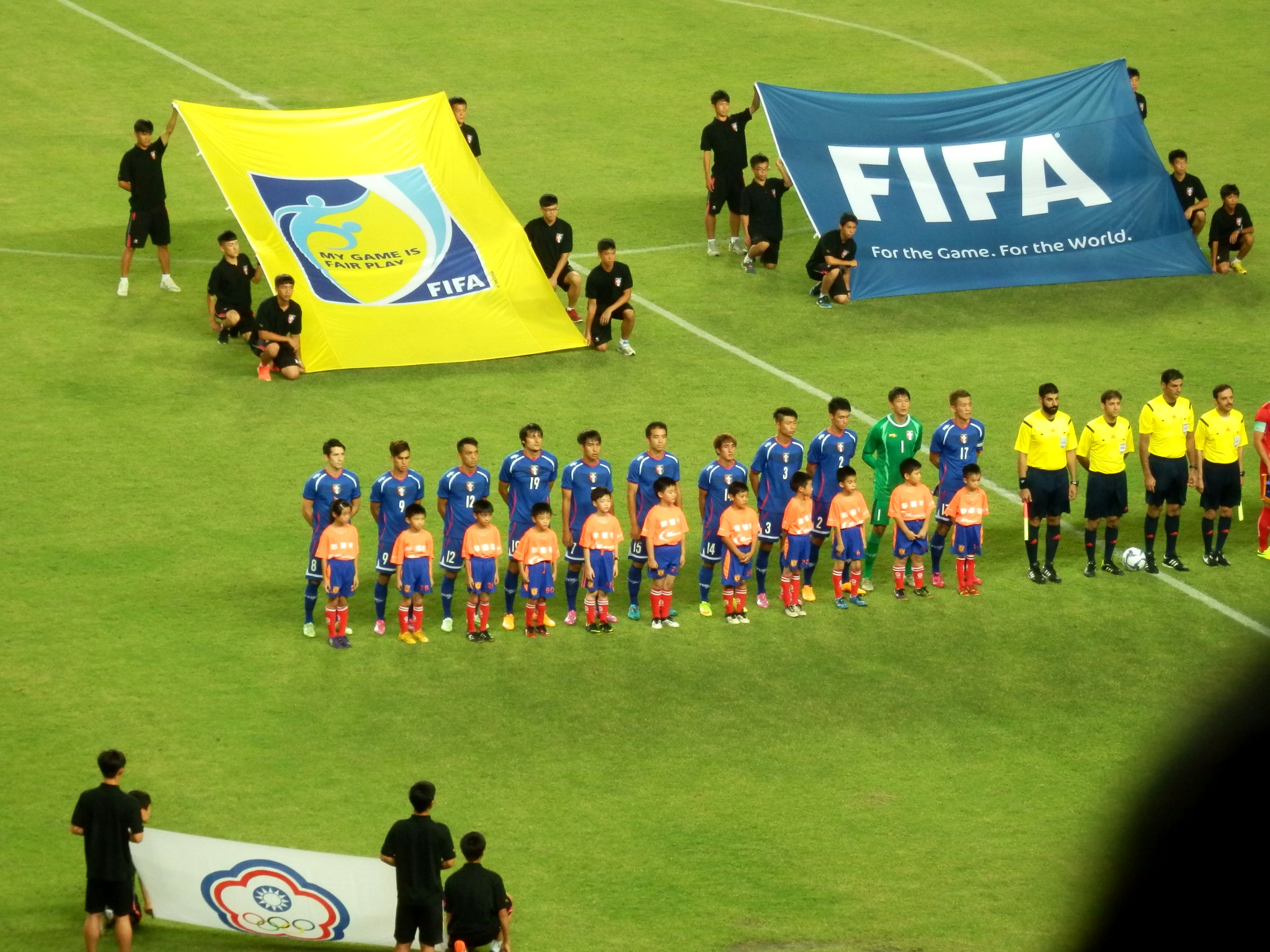
China-Taipéi ante Tailandia el 15 de junio de 2015 por la segunda ronda de la Clasificación de AFC para la Copa Mundial de Fútbol de 2018.
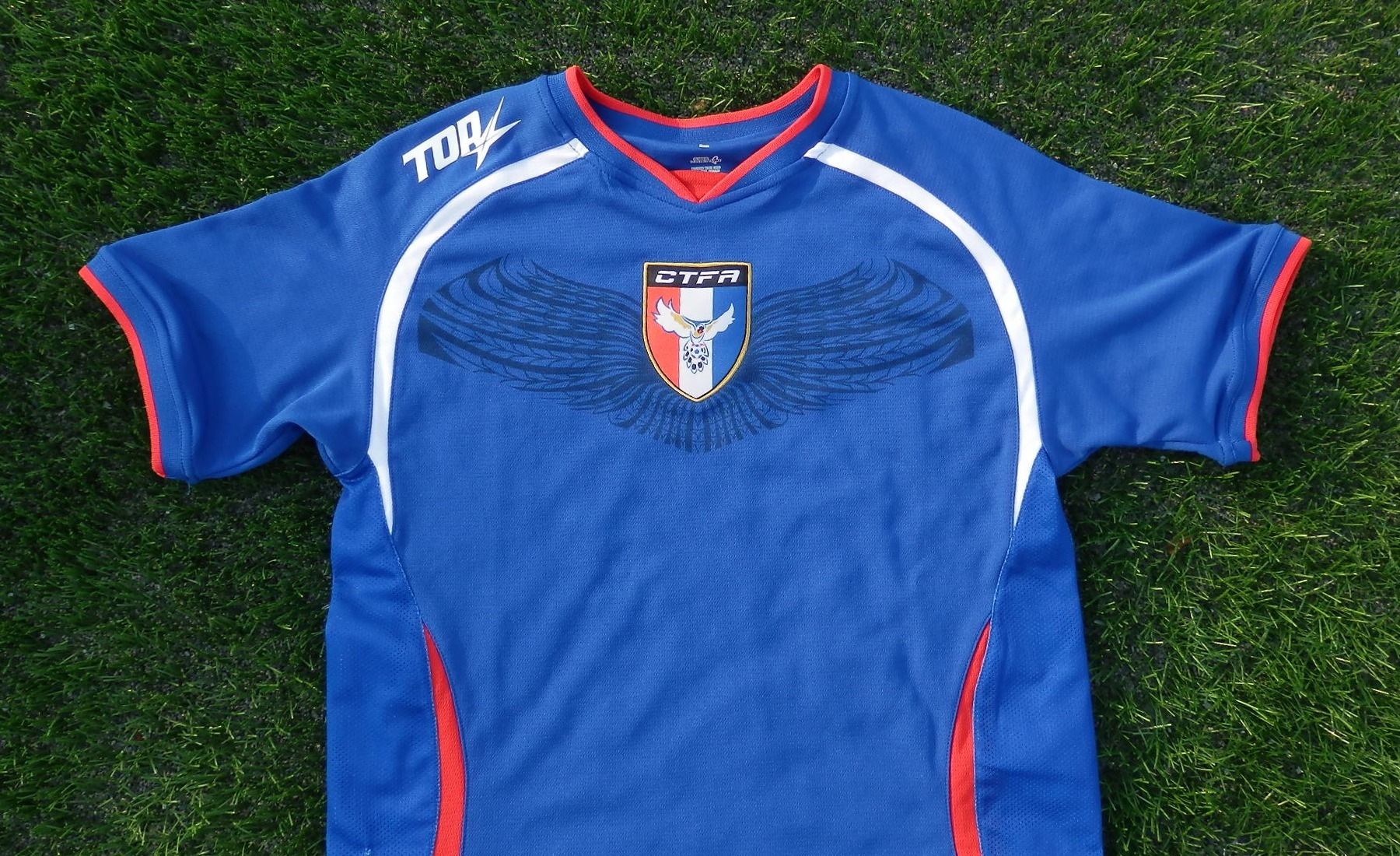
Uniforme de local desde el 2015.